# Pauletta Foppa
Pauletta Sorea Foppa (n. 22 decembrie 2000, Amilly) este o handbalistă franceză care evoluează pentru Brest Bretagne Handball și echipa națională a Franței.  Foppa joacă pe postul de pivot.

## Palmares
Cu echipe de club
- Liga Campionilor EHF:
  - Finalistă: 2021

- Campionatul Franței:
  - Câștigătoare: 2021

- Cupa Franței:
  -  Câștigătoare: 2021
  - Finalistă: 2019

Cu echipa națională
- Jocurile Olimpice:
  -  Medalie de aur: 2020

- Campionatul European:
  -  Medalie de aur: 2018
  -  Medalie de argint: 2020

- Campionatul European U-17:
  - Locul 4: 2017

- Campionatul Mediteranean U-16:
  -  Medalie de aur: 2016

## Distincții individuale
- Pivotul echipei ideale la Jocurile Olimpice: 2020[5]
- Pivotul echipei ideale în Liga Campionilor EHF: 2021[6]
- Pivotul echipei ideale la Campionatul European U-17: 2017[7]

## Decorații
- Cavaler al Legiunii de onoare: 2021[8]